# Сніданок
Сніда́нок — перше приймання їжі в день, зазвичай в період від світанку до полудня. У різних країнах існують різні традиції сніданку, зокрема розрізняють:
- європейський континентальний сніданок;
- англійський сніданок;
- кантонський сніданок («дімсам»).

Як правило, сніданок входить до вартості послуг готелів і є невід'ємною частиною напівпансіону та повного пансіону.

## «Правильний» сніданок
Зранку і протягом дня можна смакувати найскладнішими за інгредієнтами стравами. Це такі, що містять в своєму складі багато вуглеводів. Вони стимулюють підвищення рівня гормону інсуліну.
Хліб

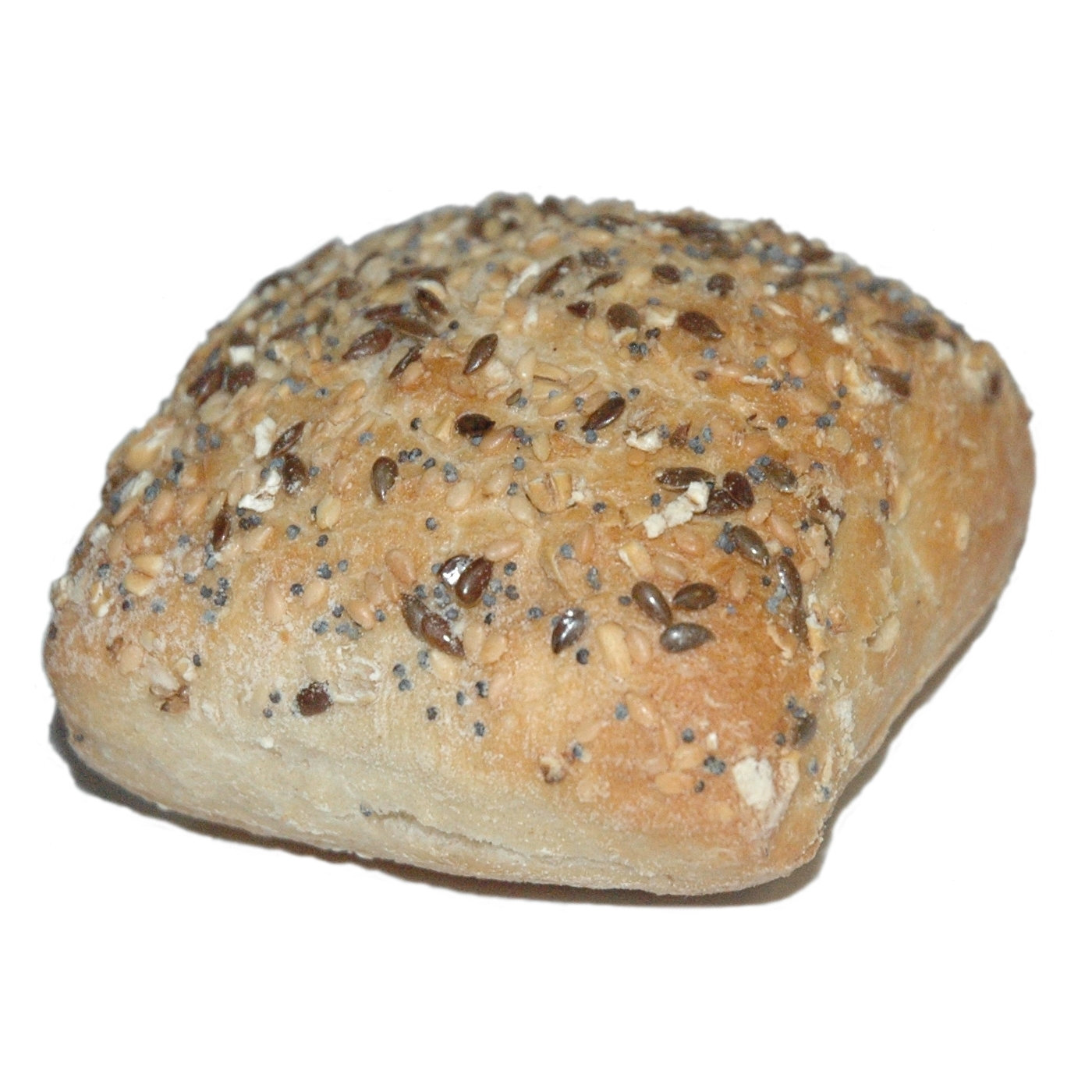

Хліб або тости мають бути багаті на вітамін В.
Деякі види хліба містять недостатню кількість вітаміну В, що відповідає за утворення в організмі серотоніну, гормону, який «відповідає» за відчуття щастя і спокою. Перш за все, коли ви наступного разу вибиратимете хліб, зверніть увагу на те, щоб він містив потрібну кількість вітаміну В. Про це можна дізнатися на його упаковці або запитати у продавця. Зазвичай на вітамін В багаті сорти хліба, що містять горіхи або цілісні зерна. Якщо вам все ж таки не вдалося знайти сорт хліба, багатий на вітамін В, тоді запийте свій сніданок склянкою апельсинового соку — це компенсує брак вітаміну в організмі.
Страви зі зниженим вмістом жирів

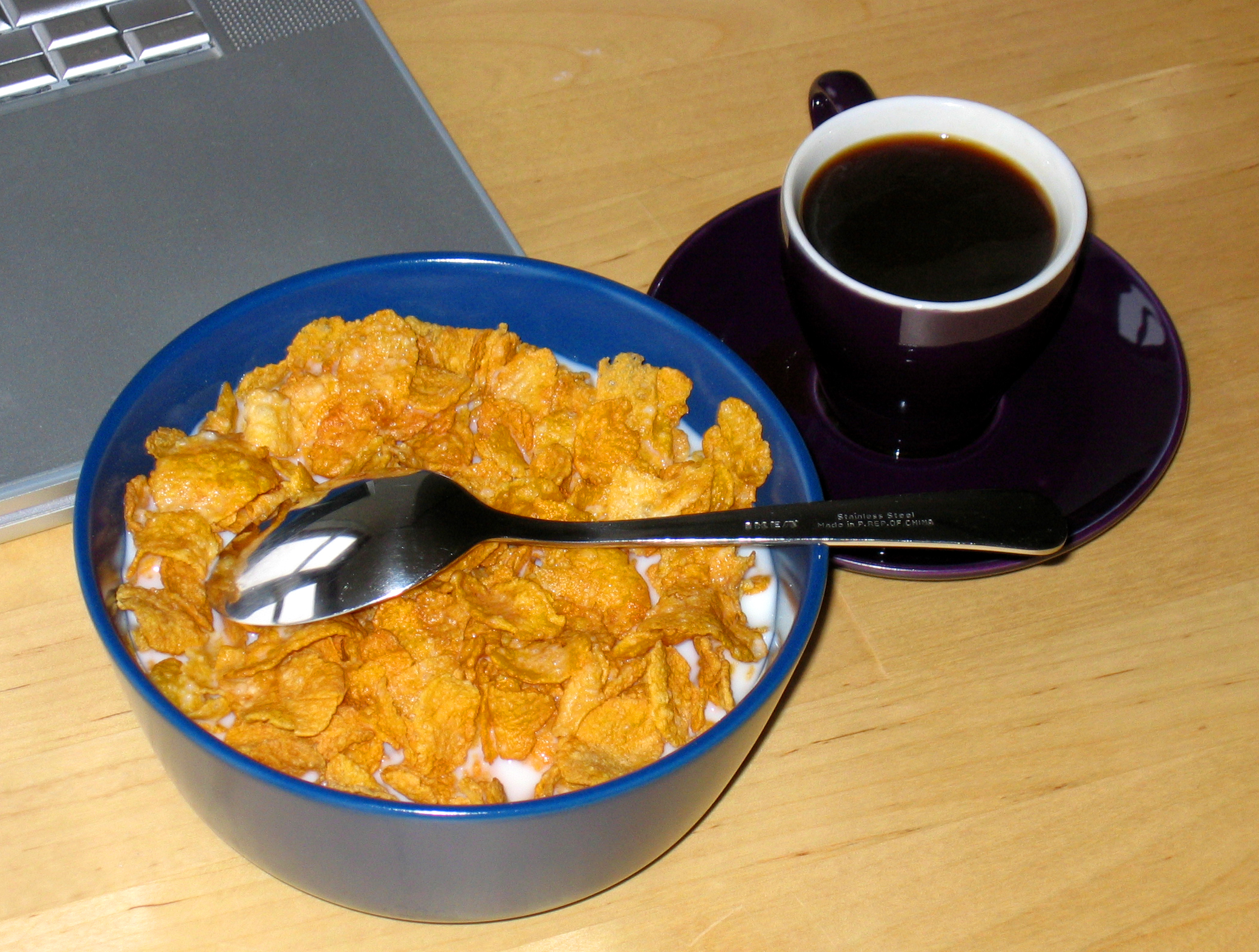

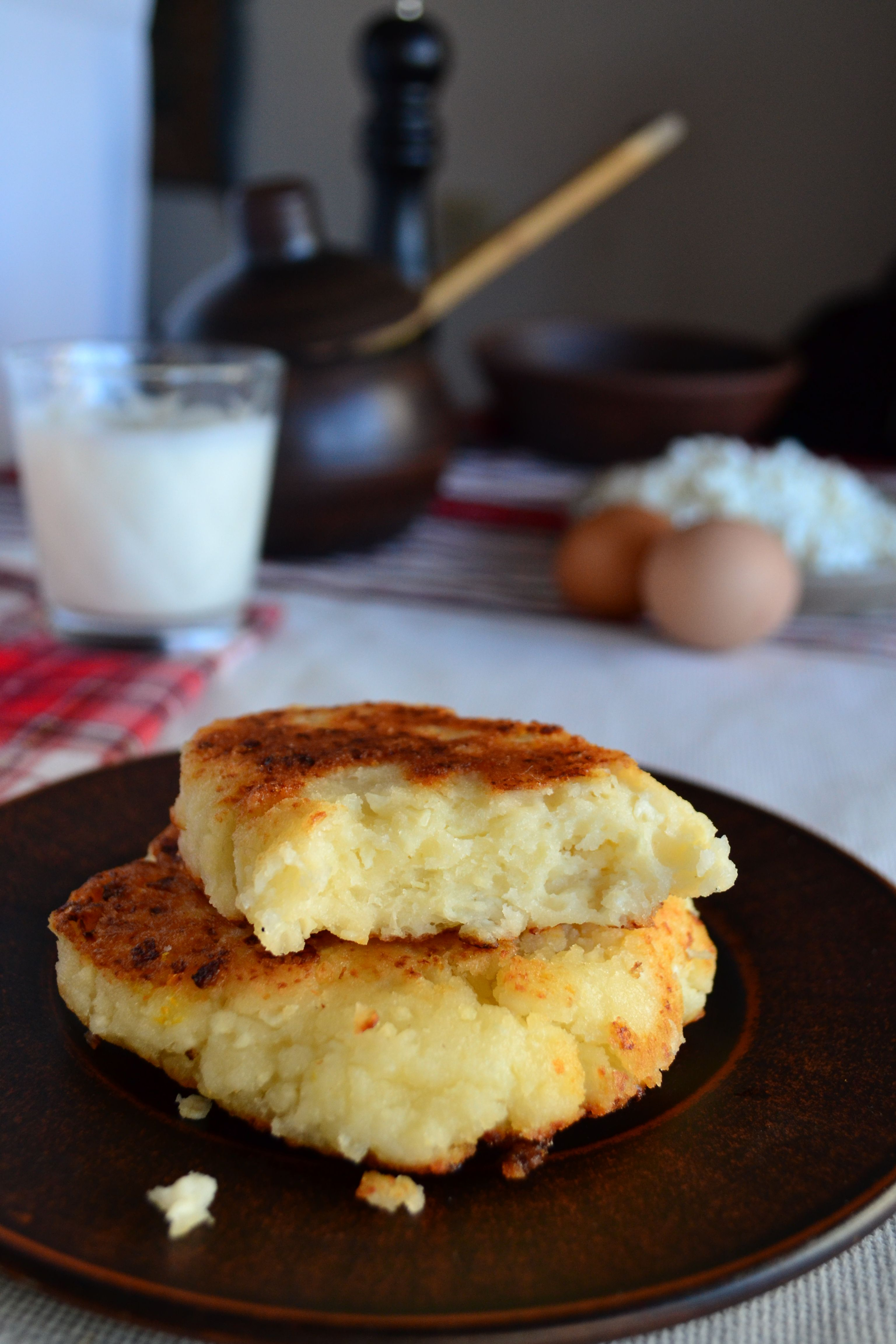
Сирнички на сніданок

У більшості кондитерських виробів із низьким вмістом жиру, приготованих на кукурудзяній олії, наявні шкідливі кислоти і жири, деякі з них можуть зробити вас млявими і дратівливими. Урізноманітніть свій раціон корисними жирами. Їх ви зможете знайти у волоських горіхах, насінні льону і деяких інших зернових культурах. Просто додайте їх до йогурту або каші, і ви побачите, що ваш настрій протягом дня значно покращає.
Фрукти на сніданок

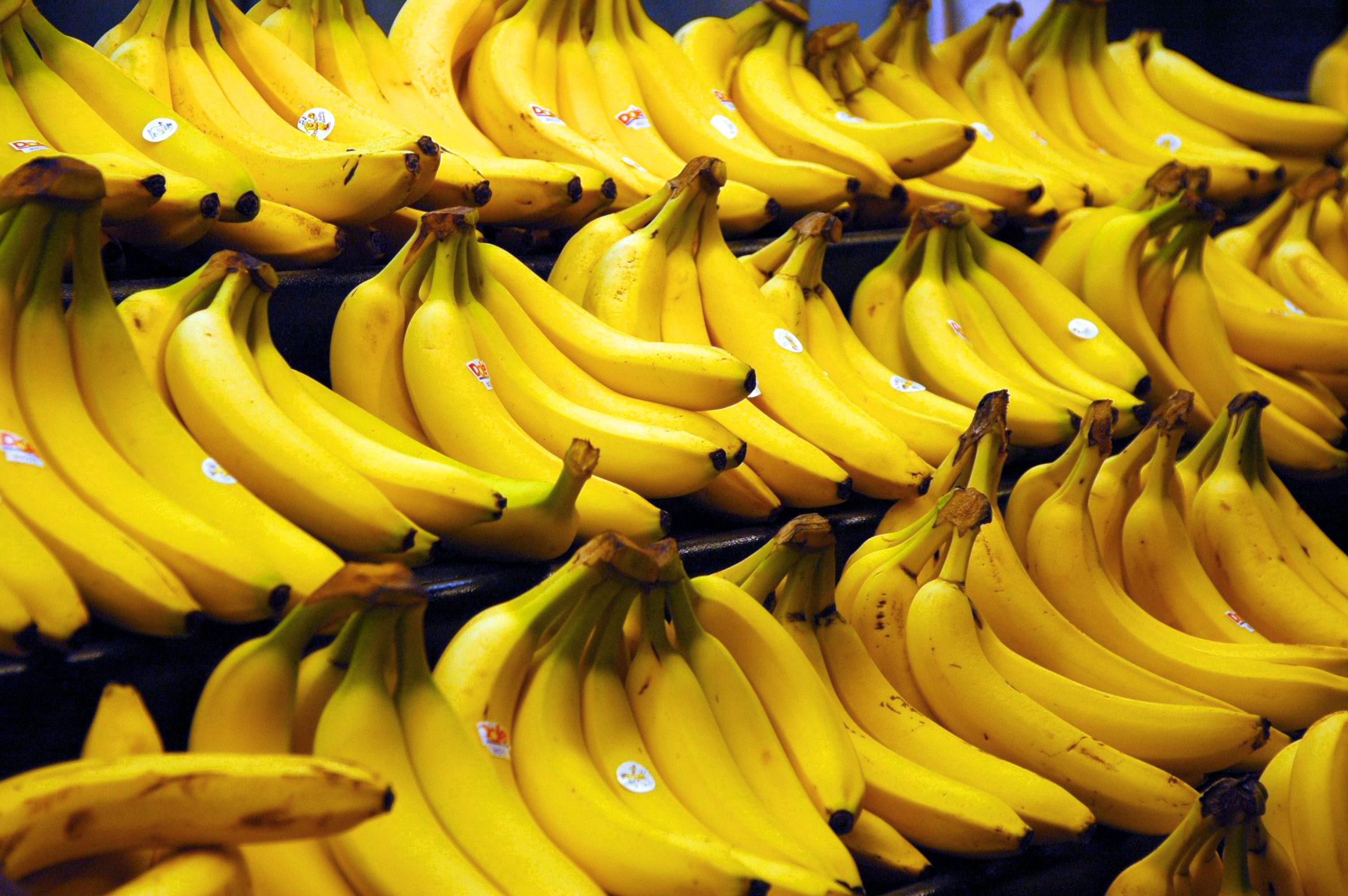

Сніданок не повинен складатися лише з фруктів. Фрукти багаті на живильні речовини, клітковину і вітаміни, проте в них не вистачає магнію — речовини, яка запобігає появі симптомів депресії і покращує настрій. Додавши до свого фруктового салату трохи мигдалевих горіхів, ви зможете без проблем заповнити недостатність магнію в організмі.
Випічка

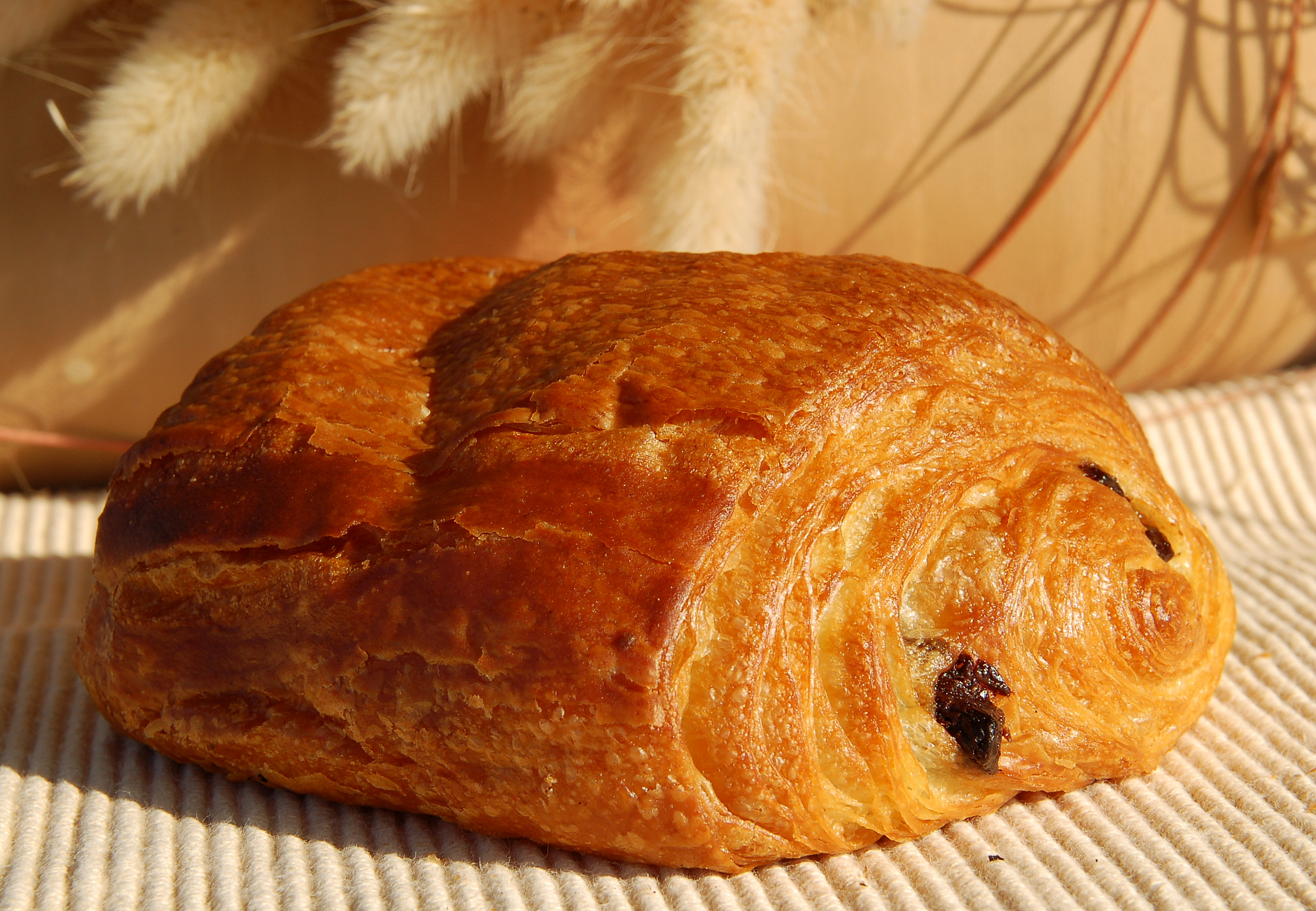

Збагатіть випічку протеїном. Якщо ви регулярно їсте на сніданок солодку випічку або млинці, то пам'ятайте, що через півтори-дві години після сніданку рівень цукру у вас в крові може знизитися, а це призведе до погіршення настрою і дратівливості. Додайте до свого раціону небагато протеїну. Все, що від вас вимагається — намастити свою улюблену булочку арахісовою пастою або мигдалевою олією, або з'їсти кілька варених яєць або йогурт. В усіх цих продуктах міститься багато протеїну, що дає мозку енергію, яка дозволяє йому протистояти стресу.
Кава

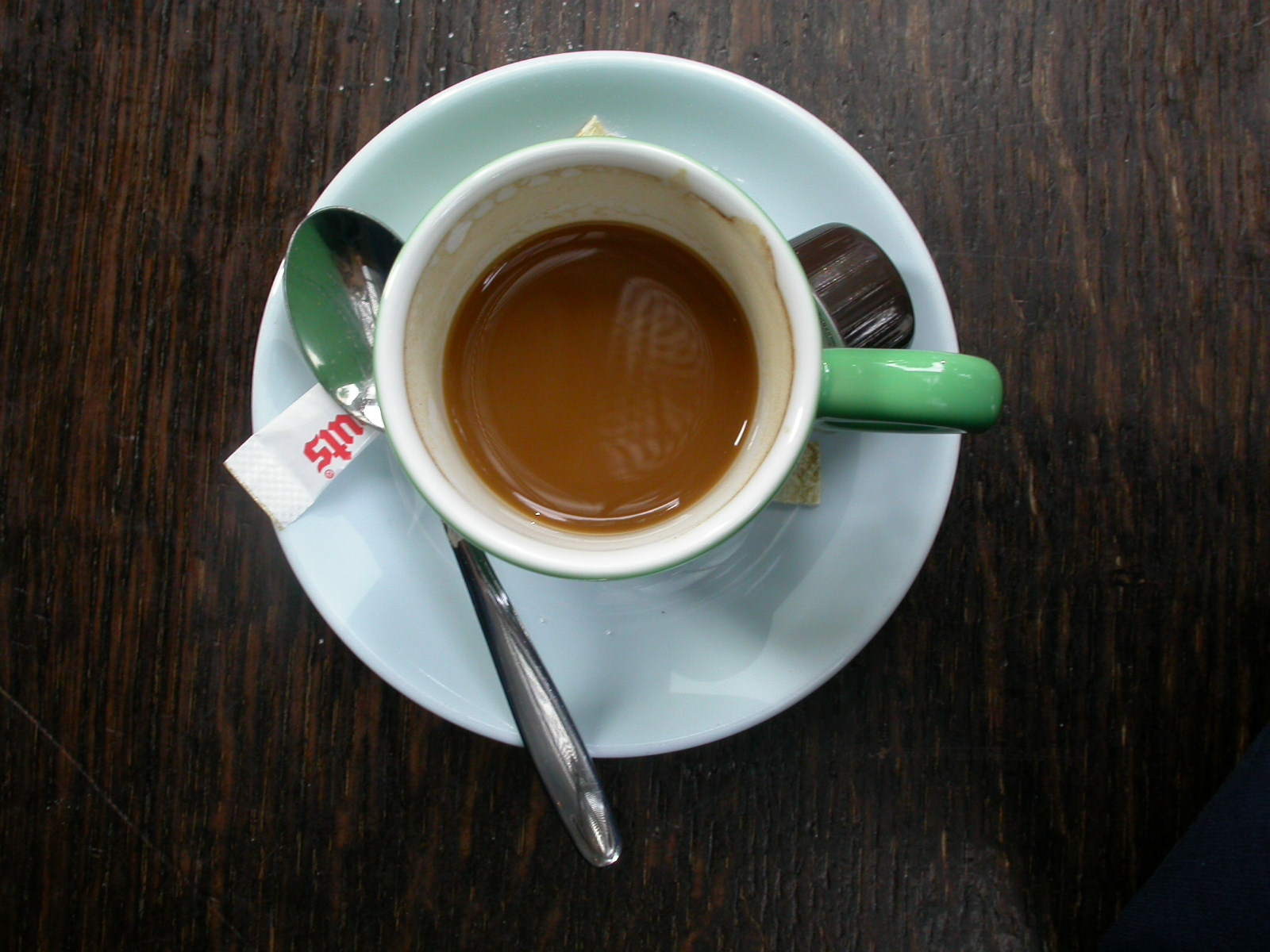

Не забудьте про каву. Це, перш за все, стосується того, хто п'є каву щодня. Організм звикає до певної дози кофеїну, і якщо він її не одержує, то людина починає відчувати млявість і дискомфорт. Якщо ви хочете перестати пити каву, то не слід робити це різко. Зменшуйте дозу поступово. Спробуйте замінити звичну каву на льодяники, що містять кофеїн.

## У культурі
У традиційній українській шлюбній обрядності «снідальницями» називали дівчат і жінок, які приходили в понеділок з колишнього дому молодої до її нового житла снідати.

### Живопис
- «Сніданок на траві» — картина Едуара Мане